# 最大持续风速
热带气旋对应的最大持续风速（maximum sustained wind）是一个用於衡量风暴强度的常见指标。一个发展成熟的热带气旋，其最大持续风速可以在风眼墙中探测出来。与阵风不同的是，持续风速是根据采样一段时间内的风速计算平均值来得出。对速的测量已经制订了全球统一的标准，在距地球表面10米处进行，而最大持续风速则代表了热带气旋内部任何位置在一分钟，两分钟或十分钟时间段内的最高平均风速。由于地球表面和大气层之间的磨擦，风速有很大的变化范围，如果热带气旋位于陆地上空的山峰或山脉附近也同样会导致这样的情况。
对于海上的热带气旋，可以利用卫星图像来确定其最高持续风速。如果有陆地、船只、飓风猎人侦察机的观察报告以及雷达图像，那么气象部门同样可以对最大持续风速做出估算。这个数值可以通过萨菲尔-辛普森飓风等级加以应用，有助于对热带气旋可能造成的破坏作出预计。

## 定义
最大持续风速通常出现在热带气旋内距风暴中心还有一段距离的位置，这段距离被称为最大风速半径，并且通常都在风眼墙中，距离进一步拉大后，风速又会开始减慢。大部分气象部门都会使用世界气象组织推荐的持续风速定义，即在距地表十米高的位置测量十分钟并取平均值。不过，美国国家气象局的测量方式有所不同，其测量高度仍然是十米，但测量的时间范围则缩短到了一分钟。这是一个非常重要的区别，因为一分钟持续风速的数值要比十分钟持续风速的数值大14%。中国气象局则采用两分钟平均风速计算台风强度。

## 数值测定
大部分地区都会把德沃夏克分析法作为确定热带气旋最大持续风速的主要方法，这种方法是以气象卫星的观测数值来进行判断，通过对螺旋带的规模和风眼与风眼墙之间的温度差来确定热带气旋的最大持续风速和气压。低气压区中心的中心气压值为估计值。飓风的强度则是根据登陆时间和最大强度一起得出。对精细卫星图像上单独云层的追踪还可以用来进一步估计热带气旋的表面风速。
如果可以的话，科研人员也会使用船舶和陆地的观测数据。大西洋以及太平洋的中部和东部仍然会动用侦察机飞入热带气旋来确定飞行高度层的风力，这个数据加以调整后可以对最大持续风速做出相当可靠的估算。经过之前十年使用全球定位系统投落送后得出的大量数值已经证实，将飞行高度层取样的风速减少10%以后，就可以用来对接近地表的最大持续风速作出估算。多普勒气象雷达也可以用来以相同的方法确定接近陆地热带气旋的表面风速。
|                  |                  |            |              |
| 热带风暴威尔玛， | 热带风暴丹尼斯， | 飓风珍妮， | 飓风艾米莉， |

## 变动
大气与地球表面的磨擦导致地表风速会降低二十个百分点，地表的粗糙程度也会对风速产生很大影响。陆地上风速最高的通常是山峰或山脉的峰顶，而山峰和峰顶的阻挡又反过来使得山谷和山坡背的风速更慢。与水上相比，陆地上热带风旋的最大持续风速平均要低八个百分点。更具体地来说，城市或粗糙地形上空的风速与高层地转风风速的差距幅度可以达到40%到50%，而在水面或冰面上，差距幅度则是在10%到30%之间。

## 与热带气旋强度分级间的关系
大部分地区都是用最大持续风速来确定热带气旋的强度。例如大西洋和东风太平洋就是使用萨菲尔-辛普森飓风等级，该等级可以用来对陆地上因热带气旋而导致的风暴潮和破坏做出估算。大部分地区的热带气旋强度分级（如热带低气压、热带风暴、飓风、台风、超强台风、低气压、深层低气压、强烈热带气旋）都是根据气旋的最大持续风速确定，只有澳大利亚例外，该国海域不会使用最大持续风速来确定热带气旋的强度级别，而是使用阵风风速。

## 参看
- 热带气旋列表（英语：List of tropical cyclones）